# Loraine Gelsthorpe
Loraine Gelsthorpe (* 20. Juli 1953) ist eine britische Kriminologin. Sie ist Professorin für Kriminologie und Strafrecht sowie Direktorin am Institut für Kriminologie der University of Cambridge. Zudem ist sie Fellow am Pembroke College. Von 2011 bis 2015 amtierte sie als Präsidentin der British Society of Criminology.
Gelsthorpe ist Fellow der Academy of Social Sciences und Fellow der Royal Society of Arts. Neben ihrer universitären Tätigkeit praktiziert Gelsthorpe als psychoanalytische Psychotherapeutin.

## Schriften (Auswahl)
- Herausgeberin mit  Perveez Mody und Brian Sloan: Spaces of care. Hart, Oxford/New York 2020, ISBN 9781509929634.
- Herausgeberin mit Carol Hedderman: Understanding the sentencing of women. H.M.S.O., London 1997, ISBN 1858938937.
- Herausgeberin mit Allison Morris: Feminist perspectives in criminology. Open University Press, Milton Keynes/Philadelphia 1990, ISBN 0335099335.
- Sexism and the female offender. An organizational analysis. Hants/Gower, Aldershot/Brookfield 1989, ISBN 0566054434.